# Negra Álvarez
Margarita Álvarez de Martínez, conocida artísticamente como La Negrita Álvarez (Santa Ana, El Salvador, 1948) es una artista visual salvadoreña. Es una de las escultoras latinoamericanas más reconocidas de la década de los 90 por ser una de las primeras artistas en utilizar la madera para sus propuestas escultóricas, sin necesidad de tallarla.

## Biografía
Entre 1967 y 1969 estudió en la Academia de Bellas Artes de Lovaina, y luego en la Instituto Saint Luc de Bruselas, ambos en Bélgica, graduándose de este último en 1970. Regresó a El Salvador, donde participó en los talleres de repujado y dibujo de Benjamín Saúl, y de pintura, de Carlos Cañas. Trabajó en la restauración de la decoración del Teatro Nacional de San Salvador y trabaja como docente en la Escuela de Artes de la Universidad Dr. José Matías Delgado, donde fue elegida vicedirectora, y en el Centro Nacional de Artes (CENAR). Trabajó escenografías junto al grupo de teatro Sol del Río 32.
Fue vicepresidenta (1994) y presidenta (1995) de la Asociación de Artistas Plásticos de El Salvador. Es fundadora y presidenta de la Fundación Cultural de los 44 de la Heroica Santa Ana, desde 1996. Ha sido condecorada por la Comisión Interamericana de la Mujer, de la OEA (1999); y nombrada Pintora Distinguida por la Asamblea Legislativa de El Salvador (2008).
Contrajo matrimonio en 1973 con Guillermo Martínez, con quien tiene tres hijos, Claudia, Guillermo y Rodrigo.

## Estilo artístico
En los años 80 comienza dibujando y pintando bodegones, rostros infantiles y figuras semiabstractas y surrealistas en tonos oscuros, siendo catalogado su trabajo dentro de la corriente latinoamericana del realismo mágico. Poco a poco comienza a experimentar con otras texturas y materiales orgánicos e inorgánicos que añade a sus tinturas. También trabaja con elementos tridimensionales esculturas, mezclando en ocasiones escultura, pintura, dibujo, fotografía e instalación. Es una de las precursoras en instalaciones artísticas en El Salvador. Aborda temáticas vinculadas con la cultura salvadoreña, su historia o el registro de los acontecimientos del país, así como propuestas que reflejan sus reflexiones sobre la importancia del medio ambiente, la fertilidad o la cotidianidad de la mujer. Su trabajo está influenciado por artistas salvadoreños como Carlos Cañas, Rosa Mena Valenzuela, Salarrué y Julia Díaz.

## Obra
Debutó en la escena salvadoreña exponiendo en  la galería El Laberinto, de Janine Janowski, pasando por la Galería 1-2-3, el Centro Cultural de España en El Salvador y la Galería Espacio. Desde entonces, ha realizado decenas de exposiciones individuales en El Salvador y Guatemala y ha participado en exposiciones colectivas en El Salvador, México, Estados Unidos, Canadá, Venezuela, Chile, Brasil, República Dominicana, España, los Países Bajos y Bélgica. Entre sus exposiciones más destacadas se incluyen la XVIII Bienal de Sao Paulo (1985); Escultura de las Américas hacia los años 90 en el Museo de las Américas de la Organización de Estados Americanos (OEA, Washington D. C., 1991), la participación en la Semana de la Cultura Centroamericana, en el Museo Botanique de Bruselas (1995), la VII y XI Bienal Internacional de Valparaíso (Chile, 1985 y 1989); la Bienal Iberoamericana celebrada en el Palacio de Bellas Artes (México, 1988) o Dioses, espíritus y leyendas en el Museo del Barrio (Nueva York, 1999).
En 1992 la República de Francia, la condecoró con el grado de “Caballero de la Orden de las Artes y las Letras”. En 2000 fue distinguida por la OEA con un reconocimiento a “Las Mujeres del Milenio”, y en el 2003 Homenaje del Ateneo de Mujeres de El Salvador.
Su obra forma parte de diversas colecciones públicas y privadas, como el Museo de las Américas de la OEA, la Colección Forma de la Fundación Julia Díaz, la Colección Nacional de Pintura, el Museo José Luis Cuevas de México y la Colección del Banco Cuscatlán; al igual que de colecciones privadas en El Salvador, México, Chile, Colombia, Venezuela, Suiza, Canadá, Estados Unidos, Guatemala y Costa Rica.